# التطعيم ضد فيروس كورونا في إيطاليا

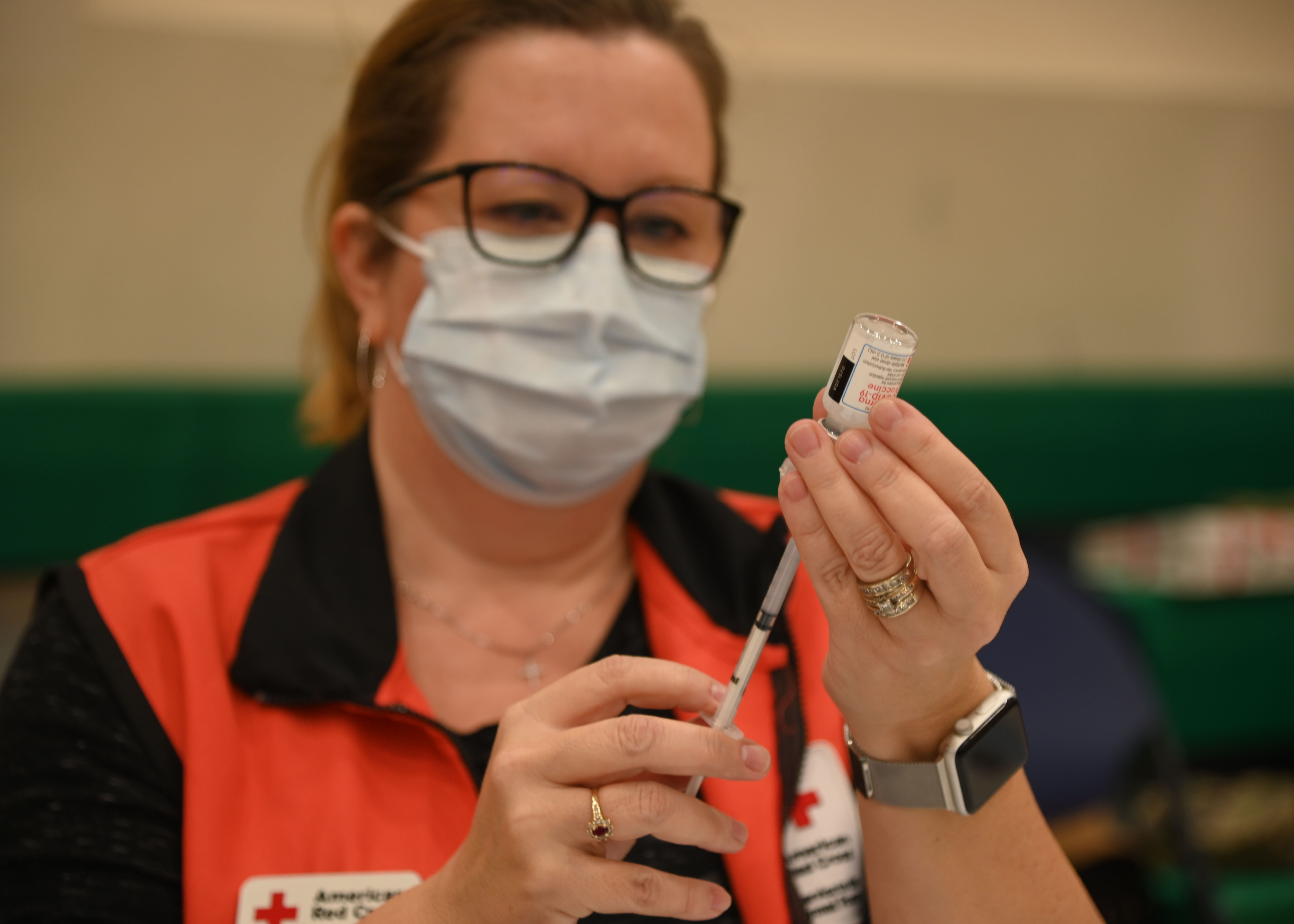
إحدى متطوعات الصليب الأحمر تستعد لإعطاء لقاح فايروس كورونا - ١٩ في إيطاليا، ٢٠٢١

حملة التلقيح ضد فيروس كوفيد-19 في إيطاليا (بالإنجليزية: vaccination campaign in Italy)‏ حملة تلقيح شاملة بدأت الحكومة الإيطالية تنفيذها استجابةً لجائحة كوفيد-19 التي تغزو العالم. بدأ التلقيح في 27 ديسمبر 2020 بالتزامن مع أغلب دول الاتحاد الأوروبي.
أدارت وزارة الصحة والمفوض الخاص دومينيكو أركوري هذه الحملة حتى استلام الجنرال العسكري فرانسيسكو باولو فيليولو زمام الأمور في الأول من مارس 2021.

## برنامج التلقيح
استهدفت الوكالات الحكومية في الأشهر الأولى من حملة التلقيح أفراد القطاع الصحي والشخصيات الإدارية والقاطنين والموظفين في دور الرعاية الصحية، بينما شملت المرحلة الثانية كبار السن ومسؤولي الخدمات العامة.

### اللقاحات
وافقت اللجنة الأوروبية على استخدام لقاح فايزر بيونتيك في 21 ديسمبر 2020 بعد توصية مجلس المنتجات الطبية للاستخدام البشري (سي إتش إم بّي) التابع لوكالة الأدوية الأوروبية (إي إم إيه) بمنحه ترخيص التسويق المشروط.
اشترت الحكومة الإيطالية بالتنسيق مع اللجنة الأوروبية أنواعًا عديدةً من لقاحات كوفيد-19، من ضمنها لقاح فايزر بيونتيك وموديرنا ولقاح أسترازينيكا الذي تنتجه جامعة أوكسفورد ولقاح سانوفي وجونسون آند جونسون.

## التسلسل الزمني لبرنامج التلقيح

### ديسمبر 2020
بدأت حملة التلقيح في 27 ديسمبر 2020 بعد أن تلقت إيطاليا 9,750 جرعةً من لقاح فايزر. استخدمت هذه الجرعات بالكامل في الأيام التالية لتلقيح جزء من أفراد القطاع الطبي والصحي في المستشفيات.
نُسقت حملة التلقيح الإيطالية مع الاتحاد الأوروبي بعد أن نالت موافقته، وتلقت بلدان الاتحاد الأوروبي إمدادات من اللقاح بموجب اتفاقيات مسبقة وفق الخطة الأساسية التي وضعها المجلس الأوروبي.
في 30 ديسمبر 2020، وصلت 395,775 جرعةً من لقاح فايزر إلى إيطاليا.
في 31 ديسمبر 2020، وصلت 110,175 جرعةً إضافيةً من لقاح فايزر إلى إيطاليا.

### يناير 2021
بلغ عدد الجرعات التي تلقتها إيطاليا من 30 ديسمبر 2020 إلى 1 يناير 2021 469,950 جرعةً من لقاح فايزر.
أرسلت شركة فايزر 438,750 جرعةً أخرى من 5 إلى 7 يناير 2021. يحتاج لقاح فايزر إلى التخزين في حرارة تبلغ -70 درجة مئوية. كانت لاتسيو أولى المناطق الإيطالية التي بدأت التلقيح في مستشفى سبالانساني في مدينة روما. انتشرت حملة التلقيح تاليًا في باقي المناطق الإيطالية.
في 6 يناير 2021، منحت وكالة الأدوية الأوروبية تصريحًا للقاح موديرنا، وفي الثامنة مساءً من 7 يناير 2021 بلغ عدد الملقحين في إيطاليا 379,910 أشخاص.
وفقًا لدراسة علمية حول علم الفيروسات الخاص بكوفيد-19، يمنح لقاح فايزر بيوتنيك وقايةً من طفرتين فيروسيتين انتشرتا في المملكة المتحدة وجنوب أفريقيا. تشترك السلالتان في طفرة مشتركة تسمى N501Y، وهي تبدل نقطي بسيط في البروتين المغطي للفيروس.
في 10 يناير 2021، حظيت منطقة كامبانيا الإيطالية بأعلى نسبة تلقيح مقارنةً بالجرعات المأخوذة، واتهمت بأنها استنفدت مخزون الجرعات الإيطالي.
في 11 يناير 2021، أرسلت شركة فايزر بيونتيك 75,075 جرعةً من اللقاح.
في 12 يناير 2021، أرسلت موديرنا 47,000 جرعةً من اللقاح.
في 11 و 12 يناير 2021، بلغ عدد جرعات اللقاح المرسلة إلى إيطاليا 488,475.
خفضت فايزر توافر لقاحها بنسبة 29% بحلول 18 يناير 2021.
في 16 يناير 2021، فسدت 800 جرعة من لقاح موديرنا بسبب تعطل أحد البرادات في مدينة فورلي.
في 18 و19 يناير 2021، حدث تأخر إضافي في وصول جرعات لقاح فايزر علاوةً على انخفاض عددها.
في 20 يناير 2021، تعرقل سير حملة التلقيح بسبب نقص مخزون اللقاح.
في 20 يناير 2021، أجلت آسترازينيكا إرسال لقاحها وخفضت الكميات المتوقعة منه في جميع أنحاء أوروبا.
أدى تأخير إرسال اللقاح إلى تعرقل حملة التلقيح، وفي 29 يناير 2021 خفضت موديرنا أيضًا إمدادات اللقاح بنسبة 20%. بلغ عدد الجرعات الناقصة من الأعداد المتفق عليها مع شركة موديرنا نحو 300,000 جرعة.
دخل الاتحاد الأوروبي في صراع حاد مع شركة آسترازينيكا نتيجة نقص كميات اللقاح وتأخر وصوله، وهذا أدى إلى تأخر كبير في حملات التلقيح في إيطاليا وأوروبا.
في 30 يناير 2021، حصرت وكالة الأدوية الأوروبية إعطاء لقاح آسترازينيكا بالفئات العمرية بين 18 و55 عامًا.

### فبراير 2021
في 2 فبراير 2021، تباطأت حملة التلقيح بشدة بسبب نقص واردات اللقاح القادمة من شركات الأدوية.
في 6 فبراير 2021، وصلت أول 249,600 جرعة من لقاح آسترازينيكا إلى إيطاليا.
في 12 فبراير 2021، كان المهندس المعماري الجنوي رينزو بيانو أول من يخضع للتلقيح في يوم اللقاح الفضي الذي افتتحت فيه حملة التلقيح للأشخاص الأكبر من 80 عامًا في ليغوريا.
في 17 فبراير 2021، وسعت وكالة الأدوية الإيطالية المجال العمري لإعطاء لقاح آسترازينيكا حتى 65 عامًا.
في 18 فبراير 2021، تلقت عضو مجلس الشيوخ مدى الحياة ليلينا سيجر اللقاح في مستشفى فيت بيني فراتيلي في ميلانو حيث استقبلها رئيس لومباريديا أتليتو فونتانا ونائبته مسؤولة الشؤون الاجتماعية ليتيزيا موراتي.
في 20 فبراير 2021، خفضت آسترازينيكا إمدادات اللقاح بنسبة 15%.
في 23 فبراير 2021، خططت آسترازينيكا لإرسال أقل من نصف عدد الجرعات المحجوزة من الاتحاد الأوروبي.
في 26 فبراير 2021، بلغ عدد مراكز التلقيح 1436 بعد أن كان 293 في بداية الحملة.